# Pommade
Pour les articles homonymes, voir Baume.
 (janvier 2015).
Si vous disposez d'ouvrages ou d'articles de référence ou si vous connaissez des sites web de qualité traitant du thème abordé ici, merci de compléter l'article en donnant les références utiles à sa vérifiabilité et en les liant à la section « Notes et références ».

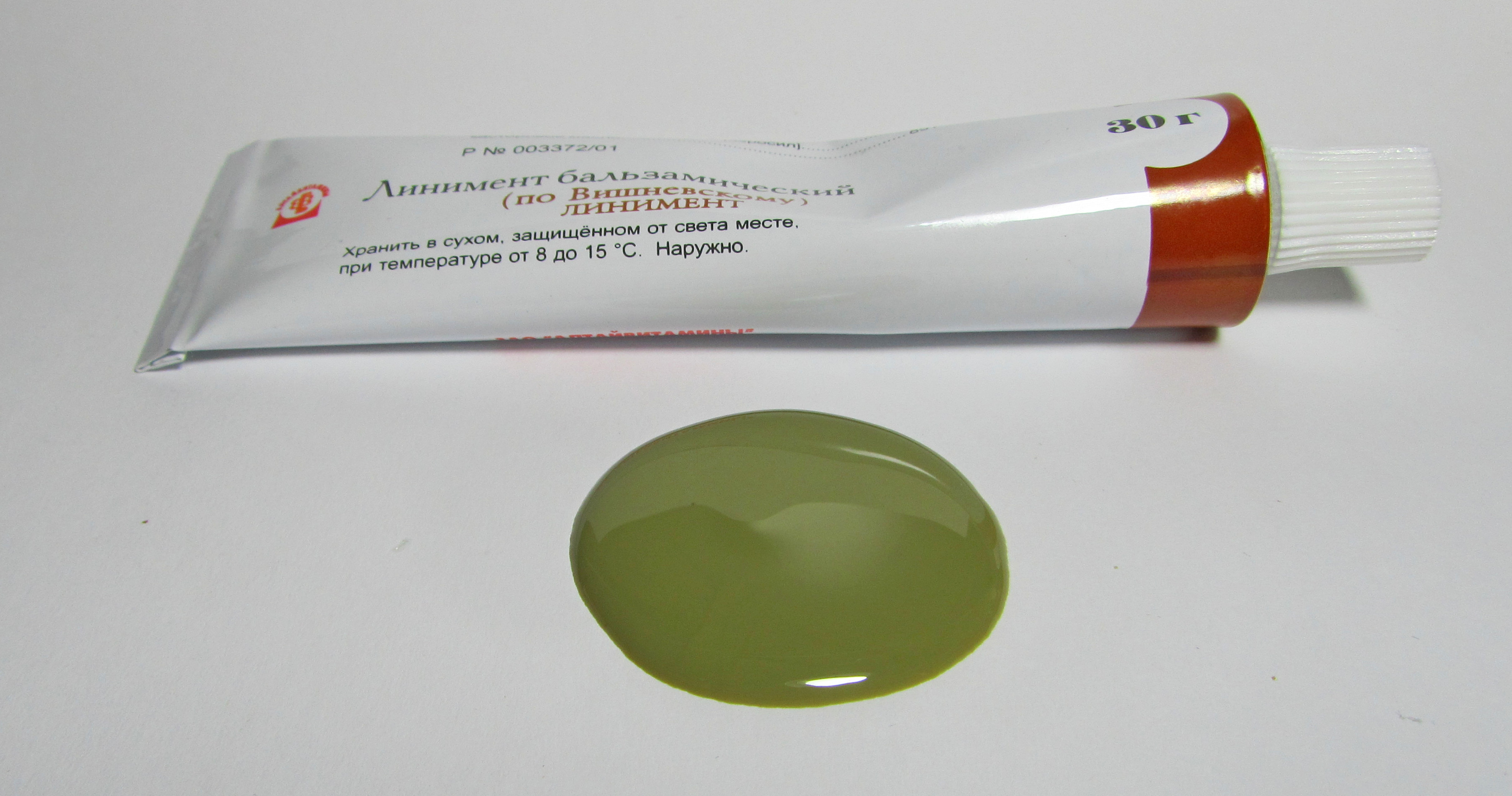
Pommade.

Une pommade est une préparation semi-solide destinée à être appliquée le plus souvent sur la peau (voie cutanée et voie transcutanée). Il existe aussi des pommades pour application sur les muqueuses, les phanères, les yeux (voie ophtalmique), le nez (voie nasale), les oreilles (voie auriculaire) et l'anus (voie rectale). Leur but est la libération locale ou transdermique de principes actifs, ou une action émolliente ou protectrice.
Les pommades se composent d’un excipient monophase[Quoi ?] (généralement un corps gras) dans lequel peuvent être dispersés des liquides ou des solides.

## Terminologie
Le substantif féminin « pommade » est emprunté à l'italien du Nord pomada (en italien : pomota), attesté depuis la seconde moitié du XVe siècle et dérivé de pomo (« pomme »), parce que les anciennes pommades étaient aromatisées à la pomme d'api, ou parce que la pulpe de pomme entrait autrefois dans ce type de préparation.

## Typologie
La pharmacopée européenne distingue trois familles de pommades.

### Pommades hydrophobes
Les pommades hydrophobes ne peuvent absorber que de petites quantités d’eau. Les excipients les plus communément employés pour la formulation de telles pommades sont la paraffine solide ou liquide, les huiles végétales, les graisses animales, les glycérides, les cires et les polyalkylsiloxanes liquides.

### Pommades absorbant l’eau
Ces pommades peuvent absorber des quantités plus importantes d’eau et conduire à l’obtention d’émulsions eau-dans-huile ou huile-dans-eau selon les agents émulsifiants employés. Des agents émulsifiants eau-dans-huile tels que des alcools de graisse de laine, des esters de sorbitan, des monoglycérides, des alcools gras, ou des agents émulsifiants huile-dans-eau tels que des alcools gras sulfatés, des polysorbates, l’éther cétostéarylique (en (en)) de macrogol ou des esters d’acides gras et de macrogols (polyéthylèneglycols) peuvent être utilisés dans ce but. Les excipients utilisés sont ceux d’une pommade hydrophobe.

### Pommades hydrophiles
Les pommades hydrophiles sont des préparations dont l’excipient est miscible à l’eau. Ces pommades sont habituellement constituées de mélanges de macrogols liquides et solides. Ils peuvent contenir des quantités appropriées d’eau.

## Onguent
L'onguent n'est pas une pommade. L'onguent est plus pâteux et il est d'origine médicinale et toujours parfumé (arômes végétaux). En cela, il se différencie de la pommade qui contient un peu d'eau. L'onguent ne contient pas d'eau, se liquéfie au contact d'une source de chaleur et se compose uniquement de lipides, de cires, de graisses mêlés à des poudres de résines finement broyées. L'onguent possède des excipients dérivés le plus souvent de substances végétales naturelles, solides ou broyées, pâteuses ou semi liquides et liquides (huiles, baumes, résine, gommes, mêlées de poudres résineuses finement broyées..) ou animales (miel, cire, graisse animale...). Des substances exotiques, ou d'aromates, sont aussi ajoutées : myrte, safran, cannelle (et autres épices).[réf. nécessaire]